# Поташевская (Холмогорский район)
Поташевская — деревня в Холмогорском районе Архангельской области.

## География
Находится в центральной части Архангельской области на расстоянии приблизительно 9 км на восток-северо-восток по прямой от административного центра района села Холмогоры на правом берегу реки Северная Двина.

## История
В 1859 году здесь (тогда территория Холмогорского уезда Архангельской губернии) было учтено 4 двора в одной деревне Поташевская и 11 в другой деревне с таким же названием. До 2022 года входила в Луковецкое сельское поселение до его упразднения.

## Население
Численность населения: 37 и 72 человека (1859 год), 125 (русские 97 %) в 2002 году, 69 в 2010.